# Ilha Normanby (Papua-Nova Guiné)
A ilha Normanby é uma ilha do arquipélago das Ilhas D'Entrecasteaux, pertencente à Papua-Nova Guiné. Tem forma de L, e é a ilha mais a sul do grupo D'Entrecasteaux. Faz parte da província de Milne Bay.
Normanby está a cerca de 16 km a nordeste do Cabo Leste, na ilha da Nova Guiné, da qual está separada pelo estreito de Goschen, e separada da ilha Fergusson pelo estreito de Dawson (ou Passagem Dobu). O ponto mais alto da ilha está a 1158 metros de altitude, na cordilheira de Prevost, no sudeste. Tem baixas planícies costeiras e pântanos, montanhas altas e escarpadas falésias. Sewa Bay oferece refúgio na costa oeste e Awaiara Bay (Sewataitai) na costa este. A maior localidade, e sede do distrito, é Esa'ala, no extremo norte da ilha.
Em 1873 a ilha foi visitada pelo capitão britânico John Moresby, que comandava o navio HMS Basilisk, recebendo o nome do marquês de Normanby, George Augustus Constantine Phipps, que era o governador de Queensland, na Austrália.
Uma vez que se sabe que a ilha tem ouro, graças a recentes descobertas deste metal, é possível que seja explorada nos próximos anos.

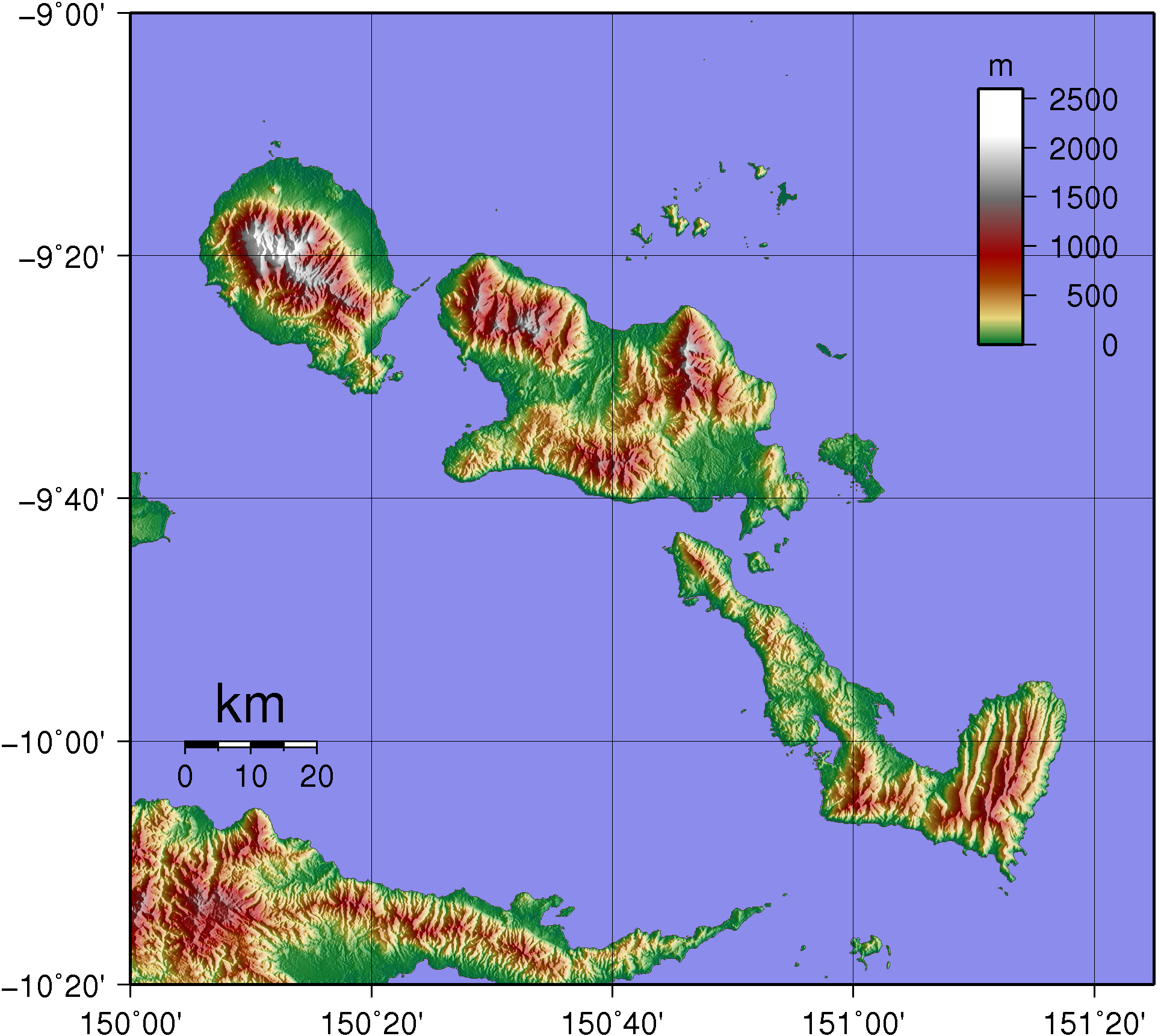
Mapa topográfico das ilhas D'Entrecasteaux